# Brede (Brakel)
Brede ist ein ehemaliger Stadtteil in der ostwestfälischen Stadt Brakel in Nordrhein-Westfalen.

## Lage
Das Areal der Brede erstreckt sich im nördlichen Teil Brakels zwischen der Nieheimer Straße und der Umgehungsstraße, die Richtung Krankenhaus führt. Den Abschluss im Norden bildet der Pahenwinkel.
In dem Areal der Brede befinden sich einige Wohnhäuser und Straßen. Den weitaus größten Teil nehmen neben dem Kloster, den Schulen der Brede und dem Familienzentrum  die sogenannten Bredenwiesen ein. Sie umrunden das gesamte Areal und dienen unter anderem als Hochwasserschutz.

## Geschichte
Up der Breden, außerhalb der ehemaligen nördlichen Stadtmauer von Brakel, wurde 1483 das Kloster Mariae Opferungsthal von den Grafen von der Asseburg gestiftet. 1849 bat Graf Hermann Werner von Bocholtz-Asseburg Schwester Marie Theresia Gerhardinger, die Gründerin der Armen Schulschwestern v. U. L. Fr., um Schwestern für das Waisenhaus und die Waisenhausschule. Bereits im Mai 1850 konnte sie dieser Bitte nachkommen und sandte die ersten drei Schwestern zur Brede. Diese gründeten 1851 die Höhere Töchterschule, aus der sich dann die Schulen entwickelten. Die Kita wurde 1893 eröffnet und ist somit die älteste Einrichtung im Kreis Höxter.
Seit dem 1. Januar 2006 sind das Kloster Brede und der Konvent in Arnsberg Filialgemeinschaft der Bayerischen Ordensprovinz.

## Heutige Gliederung
Heute gliedert sich die Brede wie folgt:
- Kloster: Mariae Opferungsthal Brede
- Schule: Schulen der Brede (Gymnasium, Berufskolleg, Realschule)
- Kindergarten: Katholisches Familienzentrum Brede (Gründung im 19. Jahrhundert: Ältester Kindergarten im gesamten Kreis Höxter.)